# Mark Bellinghaus

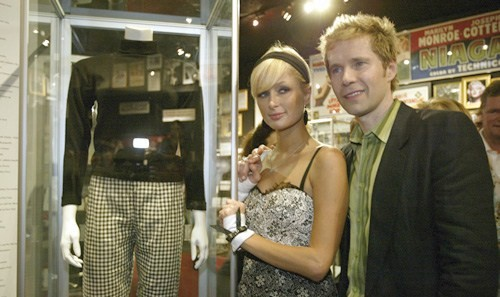
Mark Bellinghaus mit Paris Hilton während der Eröffnung seiner Ausstellung (2006) in Los Angeles

Mark Bellinghaus (* 20. Juli 1963 in Koblenz) ist ein deutscher Schauspieler, Künstler und Autor. Außerdem ist er Aktivist gegen physische und sexualisierte Gewalt an Kindern.

## Leben
Bellinghaus wuchs in Koblenz auf und zog mit 18 Jahren nach München, wo er eine drei Jahre dauernde Ausbildung als Schauspieler absolvierte. Unter dem Namen Siegfried Schmidt (bzw. im Abspann fälschlich Siegried Schmidt geschrieben) war er 1984 in Schulmädchen ’84 zu sehen. 1985 wurde Bellinghaus nach einem Vorsprechen am Bayerischen Staatsschauspiel von Generalintendant Frank Baumbauer engagiert. Bellinghaus spielte unter Peter Löschers Regie in Bertolt Brechts Leben des Galilei; in den kommenden Jahren folgten weitere Rollen am Residenztheater. Er spielte unter Volker Hesses Regie in Tankred Dorsts Heinrich, oder die Schmerzen der Fantasie und unter Walter Bockmayers Regie in David Mamets Edmont.
1986 war Mark Bellinghaus in der Rolle als Jorges Novize im Film Der Name der Rose zu sehen. 1988 spielte er in einer Folge der Fernsehserie Verkehrsgericht. In den folgenden Jahren folgten verschiedene Hauptrollen, wie zum Beispiel in Die Spinnen und Flaming Armadillo für das Schweizer Radio DRS. 1991 spielte Bellinghaus in dem TV-Drama Fremde liebe Fremde an der Seite von Meret Becker. 1993 bekam er die Hauptrolle in der Serienfolge „Die Mutprobe“ der TV-Serie SOKO 5113. 1994 gastierte der Schauspieler in der Serie Die Stadtindianer.
1988/89 spielte er den Pumuckl in Meister Eder und sein Pumuckl am Stadttheater Ingolstadt. Im Jahr 1990 spielte Bellinghaus unter Ute Richters Regie den Anführer Wolodja in Liebe Jelena Sergejewna am Zimmertheater in Heidelberg. 
Er spielte in der Fernsehserie Immer wieder Sonntag die durchgehende Serien-Hauptrolle als Sohn Knut Sonntag bis er 1995 in die USA auswanderte, um sich als Schauspieler weiterzubilden. Er zog nach Los Angeles und begann Schauspielunterricht am Lee Strasberg Theatre Institute zu nehmen.
Seit seiner Ankunft in Hollywood entfernte er sich jedoch zunehmend von der Schauspielerei und entwickelte sich zu einem Sammler von Monroe-Memorabilia. Im Jahr 2005 deckte er auf, dass etliche Exponate einer Ausstellung zu Marilyn Monroe im Hotel The Queen Mary in Long Beach nicht authentisch sein konnten. Bellinghaus kritisierte die am 11. November 2005 eröffnete Ausstellung „Marilyn Monroe – The Exhibit“ mit der Begründung, dass die Exponate nicht aus dem ursprünglichen privaten Eigentum stammten und statt der angegebenen 10 Millionen Dollar nur einen Wert von maximal 1.000 Dollar hätten. Bellinghaus veröffentlichte seine Einwände zur Ausstellung über einen Blog Anfang 2006 auf Blogcritics. Der erste Blogbeitrag trug den Titel „Marilyn Monroe’s Memory Defrauded in Long Beach The Truth Is Here“. Die Ausstellung wurde bald daraufhin eingestellt und eine Welt-Tournee abgesagt. Die Ausstellung hatte auch Europa als Ziel, hier besonders auch Deutschland.
Mark Bellinghaus wohnte in Beverly Hills und arbeitet bis heute auch als Künstler und Grafiker. Er erstellte u. a. Collagen, die auch das Monroe-Thema aufgriffen und verarbeiteten. Nach seiner Rückkehr aus den USA zog er nach Münster/Westfalen, wo er seit 2010 lebt und arbeitet.
Von 2016 bis 2017 war er Mitglied der AfD, um, wie er in einem Interview mit den Westfälischen Nachrichten erklärte, ein Buch über Frauke Petry mit dem Titel „Petry Unheil“ zu veröffentlichen. Nach Petrys plötzlichem Austritt aus der AfD wurde Bellinghaus' Projekt überflüssig.
Am 20. Juni 2020 gründete Mark Bellinghaus die Bewegung „Saturdays for Children“ in Anlehnung an Greta Thunbergs Bewegung Fridays for Future. Er organisierte regelmäßige Demonstrationen für ein besseres Kinderschutzgesetz und gegen Kindesmissbrauch, da er nach eigenen Angaben bereits mit sechs Jahren Opfer von sexualisierter Gewalt wurde. Vor der Urteilsverkündung im Missbrauchskomplex von Münster, am 6. Juli 2021, demonstrierte Mark Bellinghaus vor dem Landgericht Münster ein letztes Mal für seine von ihm gegründete Initiativbewegung gegen physische und sexualisierte Gewalt an Kindern, in der Kirche und anderswo.

## Filmografie
- 1984: Schulmädchen ’84[10]
- 1986: Der Name der Rose
- 1989: Big Man – Der Tod fährt Achterbahn
- 1989: Josefine[11] (Kurzfilm)
- 1991: Forsthaus Falkenau (Fernsehserie, 2 Episoden)
- 1991: Ein Fall für Zwei (Fernsehserie, 1 Episode)
- 1992: Deutschfieber
- 1993: SOKO München (Fernsehserie, 1 Episode)
- 1993: Immer wieder Sonntag
- 1994: Die Stadtindianer
- 1994: Wildbach (Fernsehserie, 1 Episode)